# Anderson Roberto da Silva Luiz
Anderson Roberto da Silva Luiz (Apucarana, 1 februari 1978) is een Braziliaans voormalig voetballer die als aanvaller speelde.

## Carrière
Anderson speelde tussen 1998 en 2009 voor verschillende clubs, in Brazilië, Portugal, Qatar, Japan en China. In 2010 besloot hij zijn loopbaan bij Shenyang Dongjin.